# Peștera Bing
Peștera Bing este situată lângă Streitberg, Wiesenttal, Fränkische Schweiz, Bavaria, Germania, Ea a fost denumită după cel care a descoperit-o în anul 1905, „Ignaz Bing” din Nürnberg. Din anul următor este deschisă vizitatorilor. Peștera se află situată pe versantul de sud-vest a văii „Schauertal”, la altitudinea de 375 m deasupra n.m., care se continuă cu valea Wiesenttal. Peștera se află în triunghiul format de Nürnberg, Bayreuth și Bamberg deasupra șoselei B 470, pe traseul dintre Forchheim și Pegnitz. La descoperirea ei s-a măsurat o lungime de 230 m, iar în 1930 s-a descoperit o continuare a ei cu o galerie de 70 m lungime. Peștera se află la o adâncime de 60 m subteran, fiind singura peșteră din Franken care se află în calcare dolomitice. Azi peștera este uscată, dar se poate auzi scurgerea apei în unele grote ale ei. O atracție din peșteră este grota Prinz-Ludwig cu cele trei colțuri ale coroanei.

## Istoric
În anul 1899, comerciantul  Ignaz Bing, din Nürnberg, a cumpărat de la văduva Fürst o vilă în Streitberg. Comerciantul avea o pasiune de a săpa, căutând antichități în diferite grote. Primind sfatul vecinului, care a văzut câteva crăpături mai mari în stâncile regiunii, și cu aprobarea pădurarului, Bing sapă în 1905 și descoperă fosile și urme ale civilizațiilor preistorice, în grota „Grotte im Petersholz”. Relatează această descoperire în ediția din 18 august a ziarului cotidianlocal.
Prin escavări și explozii ulterioare s-au descoperit grotele următoare, ajungându-se de la 30 la 50 de m lungime. Curentul de aer care sufla lumânarea a ajutat la descoperirea unei crăpături în tavan. În data de 31 decembrie tânărul de 13 ani Konrad Braungart reușește să se strecoare prin crăpătură. La întoarcere relatează că peștera se continuă mai departe, cu grote.  Pentru a nu distruge stalactitele se va lărgi crăpătura cu o grijă deosebită, descoperindu-se astfel „Grota de Cristal”, denumită ulterior „grota Prinzului-Ludwig”. 
Christian Kellermann, rector în Nürnberg, dă presei în 1905 o descriere amănunțită a descoperirii peșterii. În anul 1906 peștera este amenajată și dechisă pentru vizitare, Bing este numit supraveghetor al peșterii.